# مگس‌گیرهای نمادین
مگس‌گیرهای نمادین (نام علمی: Muscicapa) نام یک سرده از تیره مگس‌گیران است.